# Balkenbohrer
Der Balkenbohrer (Calopus serraticornis) ist ein Käfer aus der Familie der Scheinbockkäfer (Oedemeridae). Er ist der einzige europäische Vertreter der aus zwei Arten bestehenden Gattung Calopus.

## Merkmale
Mit circa 1,8 bis 2,5 Zentimetern Länge sind Balkenbohrer die größten Scheinbockkäfer Mitteleuropas. Sie sind von glänzender dunkler rötlichbrauner Farbe. Kopf und Halsschild sind verhältnismäßig klein. Die Augen sind schwarz. Die segmentierten Fühler erreichen mindestens die halbe Körperlänge. Die silbern behaarten Flügeldecken (Elytren) bedecken den ganzen Hinterleib und weisen Längsrippen auf.

## Vorkommen und Gefährdung
Balkenbohrer kommen in ganz Europa vor mit Ausnahme der Beneluxländer, Dänemark, Island, den Britischen Inseln und Portugal in einer Höhenlage vom Meeresspiegel bis zu 2200 Metern. Ihre östliche Ausbreitung erstreckt sich bis Sibirien. 
In Laub- und Nadelwäldern kommen Balkenbohrer in Höhenlagen bis zur Baumgrenze vor, sie sind aber auch in Parks und Gärten anzutreffen, meist in morschem Holz.
Während Jiri Zahradník (1985), Möller et al. (2006) sowie die Rote Liste gefährdeter Arten der IUCN (2016) von keiner Gefährdung sprechen, wird er von Boris Büche und Georg Möller in der Roten Liste Berlins von 2004 für ganz Deutschland als gefährdet eingestuft.

## Lebensweise
Die länglichen Eier werden mit Fäden zusammengekittet. Die Larven entwickeln sich über mehrere Jahre in altem Holz von Laub- und Nadelbäumen. Der Käfer zeigt sich schon in den ersten warmen Tagen des Frühlings. Er ist nachtaktiv und fliegt Licht an.

## Wissenschaftlicher Name
Der Gattungsname Calopus kommt von griechisch kalós und pōūs, was Schönfuß bedeutet. Der Artname serraticornis kommt aus dem Lateinischen und bedeutet Sägehorn.